# Antonietta la Pietra
Antonietta la Pietra es una deportista italiana que compitió en taekwondo. Ganó tres medallas en el Campeonato Europeo de Taekwondo entre los años 1980 y 1984.

## Palmarés internacional
| Campeonato Europeo | Campeonato Europeo     | Campeonato Europeo | Campeonato Europeo |
| Año                | Lugar                  | Medalla            | Categoría          |
| ------------------ | ---------------------- | ------------------ | ------------------ |
| 1980               | Copenhague (Dinamarca) | Medalla de oro     | –48 kg             |
| 1982               | Roma (Italia)          | Medalla de plata   | –48 kg             |
| 1984               | Stuttgart (RFA)        | Medalla de bronce  | –48 kg             |